# Phytobia sasakawai
Phytobia sasakawai este o specie de muște din genul Phytobia, familia Agromyzidae, descrisă de Spencer în anul 1989. Conform Catalogue of Life specia Phytobia sasakawai nu are subspecii cunoscute.